# Capital Bikeshare

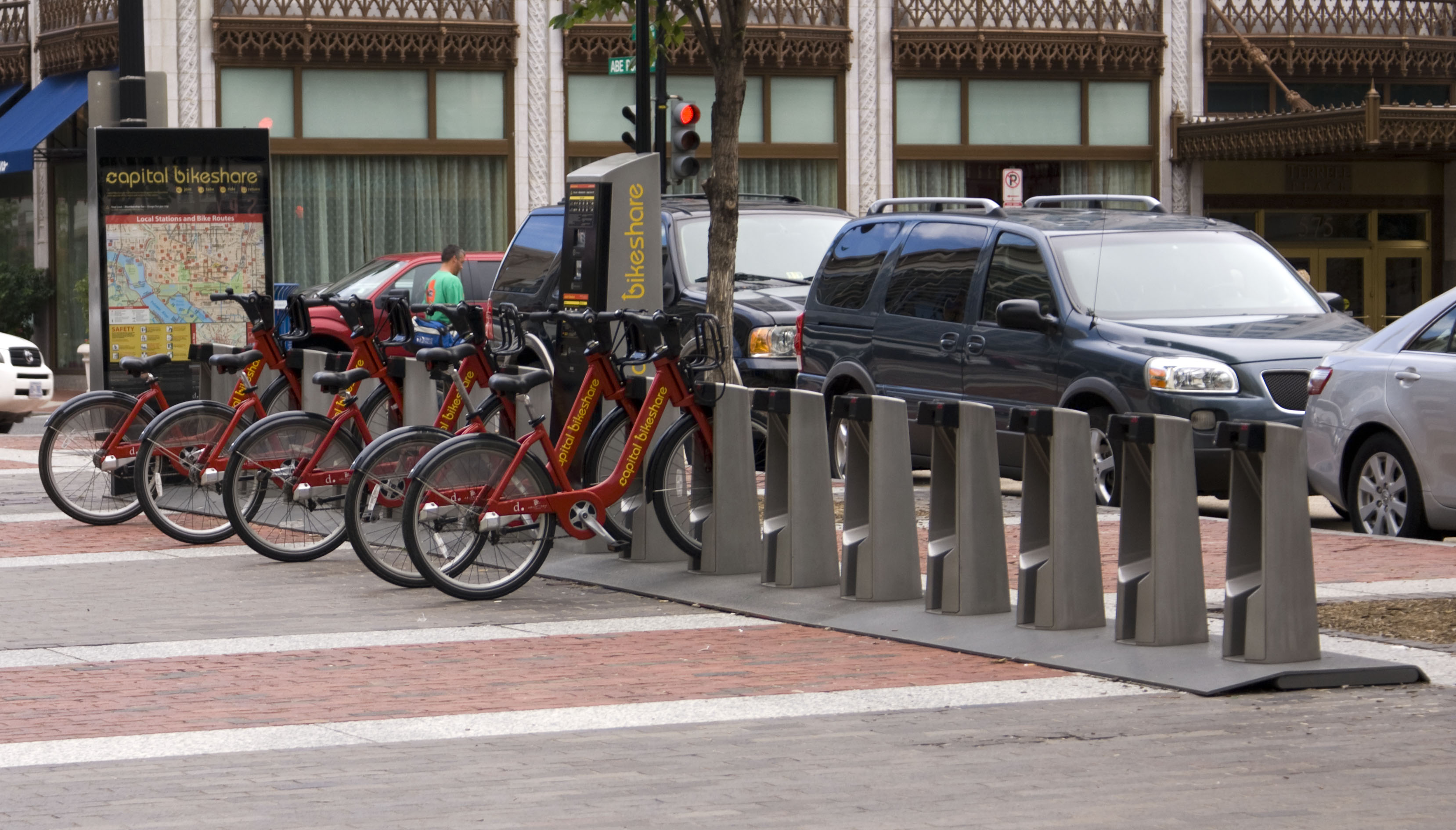
Halbvolle Leihstation mit Automat und Übersichtskarte in Downtown Washington

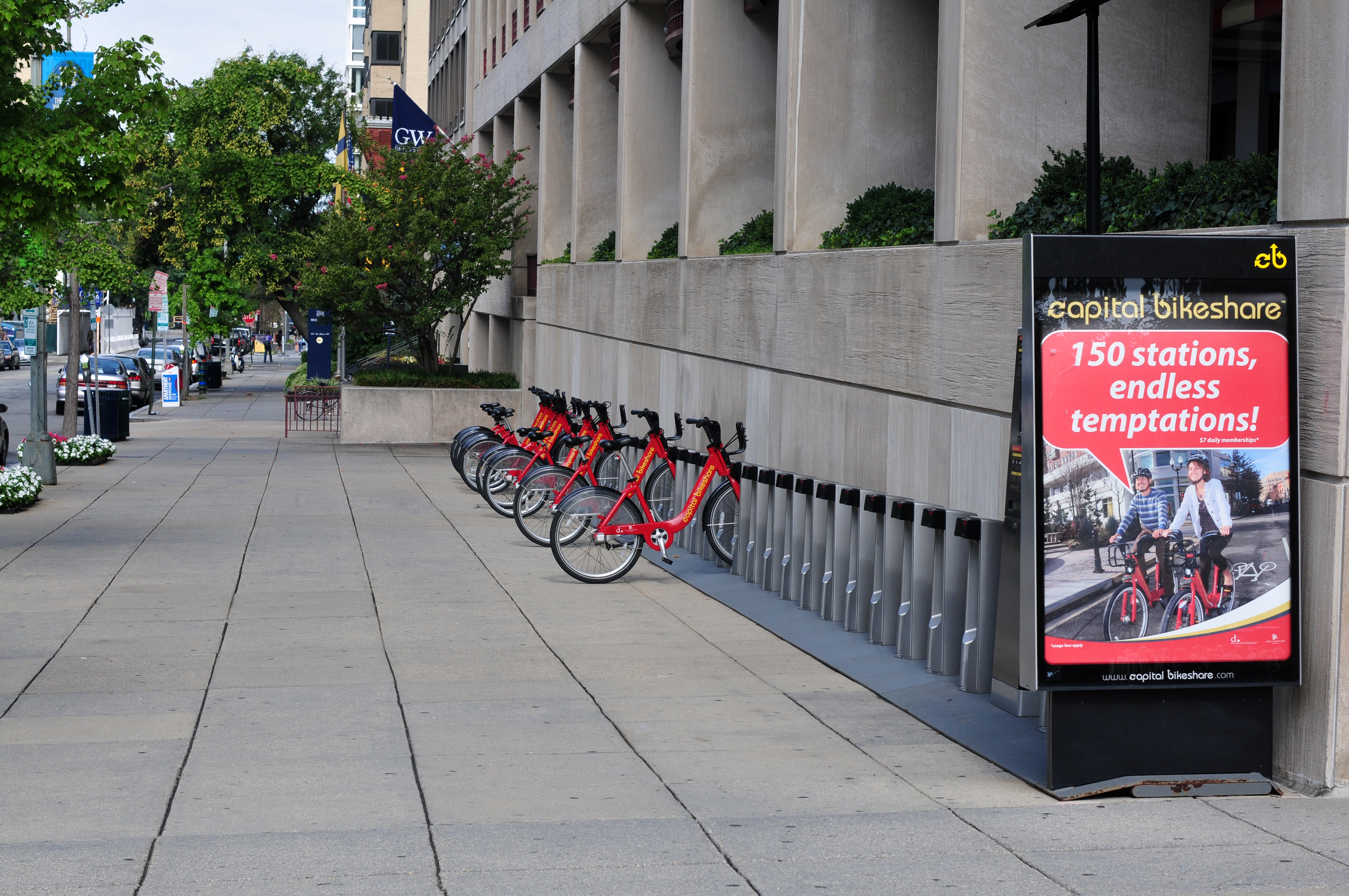
Station in der George Washington University 2012

Capital Bikeshare ist ein stationsbasiertes Bikesharing-Programm in Washington, D.C. und angrenzenden Gemeinden. Es wurde 2010 eingerichtet und verfügt über mehr als 1500 Fahrräder an 165 Stationen. Betrieben wird Capital Bikeshare von Alta Bicycleshare im Auftrag des District Department of Transport (DDOT).

## Geschichte
Bereits im Jahr 2008 wurde in Washington ein erstes Bikesharing-Programm gestartet. SmartBike DC war mit 10 Stationen und 120 Fahrrädern das erste Programm dieser Art in Nordamerika. SmartBike DC wurde von Clear Channel betrieben und entspricht technisch dem Programmen Bicing in Barcelona. Aufgrund niedriger Benutzerzahlen wurde SmartBike DC jedoch Ende 2010 eingestellt.
Zur gleichen Zeit plante Arlington County Commuter Services die Einführung eines eigenen Programmes.
Am 20. September 2010 wurde Capital Bikeshare mit 110 Stationen und 1100 Fahrrädern gestartet.

## Technik
Die Technik des Systems (inklusive der Fahrräder) stammt vom Hersteller PBSC Urban Solutions und entspricht dem System Bixi in Montreal.
Die Stationen werden durch eingebaute Solarpanels mit Energie versorgt und sind modular aufgebaut. Dadurch sind verschiedene Stationsgrößen möglich um unterschiedliche Bedarfe (je nach Lage) zu decken. Durch die Solarversorgung und Funkversorgung sind die Stationen von stationärer Versorgung unabhängig und können somit an jedem freien Platz aufgestellt werden. Die Fahrräder werden mit einem Sporn am Lenkrohr horizontal in eine entsprechende Nut an der Station geschoben und dann verriegelt.
Zum entleihen muss entweder ein sechsstelliger Code oder ein Transponderschlüssel am jeweiligen Fahrraddock eingegeben werden. Daraufhin lässt sich das Fahrrad herausziehen und somit entleihen. Zum Beenden der Ausleihe wird das Fahrrad wieder an ein beliebiges freies Dock geschoben und wird automatisch verriegelt.

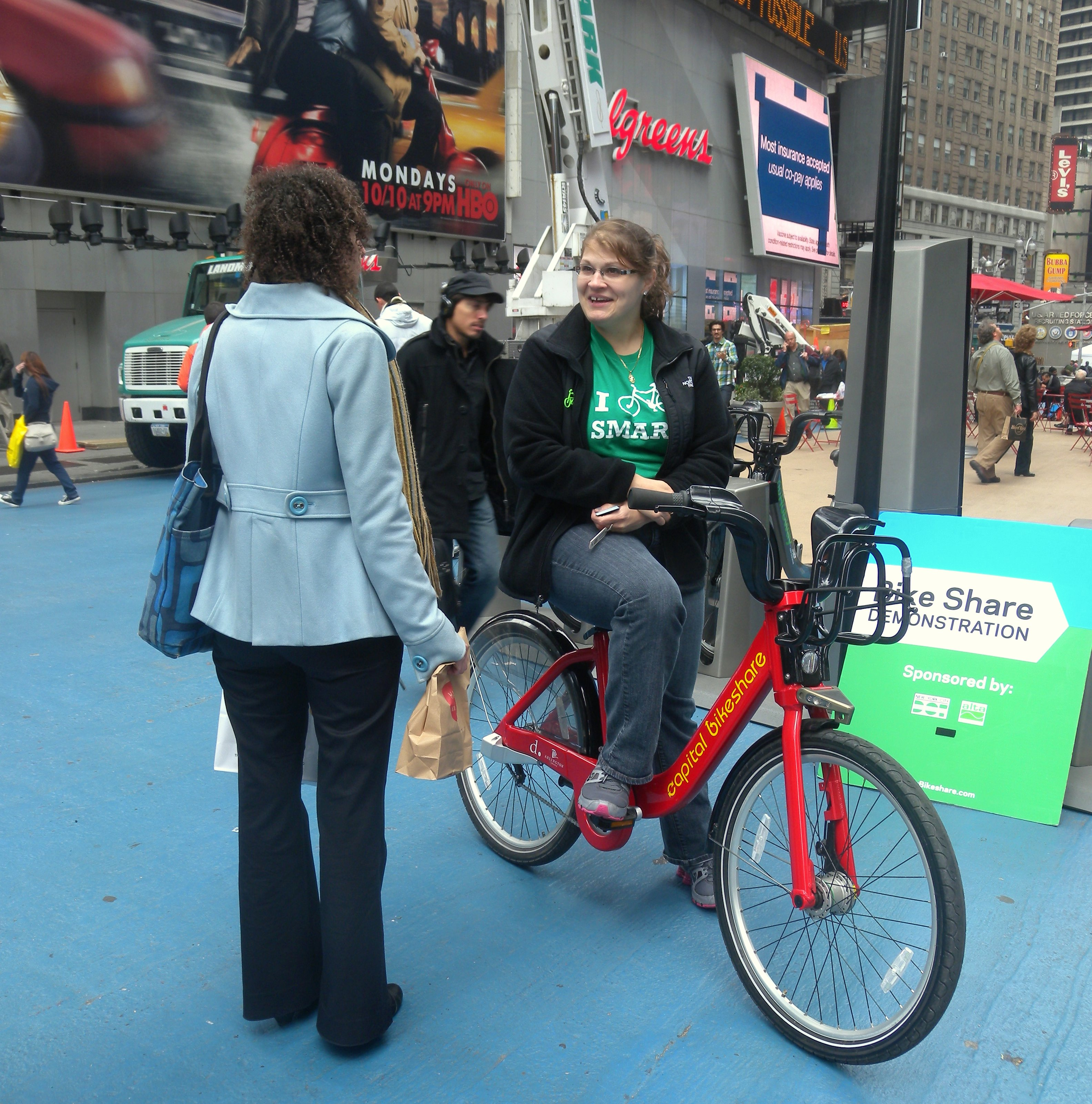
Capital-Bikeshare-Fahrrad zur Demonstration am Times Square

Die Fahrräder selbst sind auffällig rot lackiert und robust ausgelegt um häufigen Defekten vorzubeugen. Sie verfügen über eine Dreigang-Nabenschaltung (Shimano Nexus) und Nabenbremsen mit Bremshebeln (kein Rücktritt). Auch die LED-Beleuchtung ist direkt in den Rahmen, bzw. den Gepäckkorb, integriert und schaltet sich bei der Fahrt automatisch ein. Die Sattelhöhe kann über einen Schnellspanner justiert werden. Die Reifen sind aus Vollgummi und somit pannensicher.

## Finanzierung und Preisgestaltung
Im Gegensatz zu SmartBike DC ist Capital Bikeshare nicht privat finanziert, sondern wird neben den Nutzergebühren durch Mittel Federal Highway Administration und des Virginia Department of Rail and Public Transportation gefördert. Deshalb tragen auch weder die Fahrräder noch die Stationen Werbeaufschriften.
Für die Benutzer ist außerdem nicht nur eine jährliche oder monatliche Mitgliedschaft möglich, sondern es können auch Mitgliedschaften über 24 Stunden oder drei Tage direkt an den Stationen erworben werden.
Die Benutzung der Fahrräder ist für Mitglieder jeweils 30 Minuten kostenfrei, danach fallen zusätzliche Gebühren an, die mit der Zeit immer stärker ansteigen. Es können jedoch beliebig viele Fahrräder nacheinander ausgeliehen werden.

## Nutzerzahlen und Erweiterung
Ein Jahr nach Eröffnung konnte die einmillionste Fahrt gezählt werden. Damit sind die Erwartungen der Initiatoren weit übertroffen worden. Im Laufe der Zeit kamen zusätzliche Stationen in Washington und Arlington County hinzu. Für die Zukunft sind Stationen in weiteren angrenzenden Counties (auch in Maryland) geplant.
Vom National Park Service wurden zunächst Bedenken geäußert, die Stationen würden den monumentalen Charakter der National Mall stören, so dass dort, und in allen anderen vom NPS verwalteten Gebieten, zunächst keine Stationen aufgestellt wurden. Später wurde diese Ansicht revidiert.